# Samläsning
Samläsning är en svensk pedagogisk metod för inkluderande undervisning där elever med intellektuell funktionsnedsättning och deras jämnåriga utan funktionsnedsättning undervisas tillsammans i samma klassrum. Undervisningen kan vara i ett eller flera ämnen vid ett, flera eller kontinuerliga tillfällen. Syftet med samläsning är att främja en inkluderande lärmiljö som stöder social integration, akademisk utveckling och en känsla av gemenskap och sammanhang för alla elever. Detta koncept bygger på principen om att alla elever, oavsett funktionsförmåga, ska ha samma möjligheter till utbildning och social interaktion. 

## Tidigare forskning om inkluderande undervisning

### Samläsning i Sverige
Forskning visar att integrering av elever med intellektuell funktionsnedsättning i allmänna klassrum historiskt ofta har handlat om fysisk placering snarare än verklig social eller akademisk delaktighet. Detta har lett till bristande integration och isolering. Vidare har forskning visat att satsningar på inkludering ibland främst tagit sig uttryck i organisatoriska lösningar, snarare än i pedagogiska anpassningar som stärker elevernas faktiska delaktighet. För att samläsning ska fungera framgångsrikt betonas behovet av strukturerad planering, kontinuerlig lärarsamverkan och ett integrerat stöd i den ordinarie undervisningen, snarare än separata stödinsatser.
Enligt forskning kräver verklig inkludering anpassning av lärmiljön för att stödja alla elever och främja aktiv delaktighet. Samtidigt har det påpekats att det inom gymnasieskolans integrerade undervisning saknas en tydlig och gemensam definition av vad samläsning innebär, både i forskningen och i styrdokumenten, vilket försvårar utvecklingen av en enhetlig praktik. När det gäller grundskolan i Sverige visade en studie från 2023 att styrdokument och forskning om samläsning helt saknas på denna nivå. Undervisningsformen förekommer dock i praktiken, men utan vägledning i och stöd av myndighetsdokument eller forskningslitteratur.

### Effekter av inkluderande undervisning
Studier om effekterna av inkluderande undervisning visar blandade resultat. Vissa forskare menar att akademiska resultat för elever med intellektuell funktionsnedsättning inte nödvändigtvis förbättras genom inkludering, medan andra  visar att social och akademisk utveckling kan främjas i integrerade miljöer. Samtidigt pekar forskning på utmaningar i att anpassa undervisning och läroplan för elever med intellektuell funktionsnedsättning. För elever utan funktionsnedsättning visar vissa studier positiva effekter, som ökad empati och mentaliseringsförmåga, även om akademiska effekter är mer omtvistade.

### Lärares inställning
Lärarens inställning och kompetens har identifierats som avgörande faktorer för framgångsrik inkludering. Många lärare är positivt inställda till principen om inkludering, men rapporterar samtidigt osäkerhet och behov av stöd från specialpedagogisk personal. Internationella studier visar att lärare ofta upplever brist på resurser, ökad arbetsbelastning och svårigheter med undervisningsanpassningar som stora hinder. Svensk och internationell forskning visar även att lärare ofta känner sig otillräckligt förberedda för att undervisa heterogena elevgrupper och uttrycker oro över effekten på hela klassens resultat.